# Milton Fontes Magarão
Milton Fontes Magarão (Itaporanga d'Ajuda, 8 de março de 1903 – 15 de novembro de 1986) foi um médico brasileiro.
Foi eleito membro da Academia Nacional de Medicina em 1977, ocupando a Cadeira 02, que tem Miguel da Silva Pereira como patrono.